# Abelacimab
L'abelacimab (MAA868 secondo la Denominazione Comune Internazionale) è un anticorpo monoclonale prodotto dalla casa farmaceutica Anthos Therapeutics e progettato per il trattamento delle trombosi. Agisce da inibitore dell'antecedente plasmatico della tromboplastina, il cosiddetto fattore XI della cascata della coagulazione. Tale fattore è più attivo nel processo che porta alla formazione di trombosi di quanto non sia nel processo (fisiologico e necessario) di emostasi; con l'inibizione attuata dall'abelacimab si auspica, pertanto, di ottenere una diminuzione drastica del rischio trombotico, senza però associarvi un pericoloso peggioramento dei processi emostatici.
In pazienti con fibrillazione atriale e a rischio medio o alto di ictus, l'anticorpo ha mostrato una netta riduzione del rischio di sanguinamenti rispetto al trattamento con rivaroxaban, farmaco anticoagulante assunto per via orale; peraltro, l'effettiva diminuzione del rischio di ictus rispetto all'assunzione del rivaroxaban non è stata dimostrata, a causa dell'esiguità del campione di pazienti studiato.